# Elafebolie
Le Elafebolie (in greco antico: Έλαφηβόλια?, Elaphebólia) erano delle feste dell'antica Grecia tenute ad Atene e nella Focide durante il mese di elafebolione dedicate ad Artemide Elaphebolos ("uccisora di cervi"). Nella città di Iampoli, in Focide, sarebbe stata istituita dagli abitanti per commemorare una vittoria contro il Tessali.
Nel corso della festa venivano offerte alla dea torte a forma di cervi.